# Llei de Coulomb
La llei de Coulomb és la llei fonamental de l'electroestàtica, va ser formulada per Charles-Augustin de Coulomb (1736 - 1806) a partir de les mesures que va fer el 1785 amb una balança de torsió de la força d'atracció i repulsió entre càrregues elèctriques.
La llei estableix que dues càrregues elèctriques puntuals {\displaystyle q_{1}} i {\displaystyle q_{2}} i estacionàries, s'atreuen o es repel·leixen segons sigui el seu signe, positiu o negatiu (les càrregues de signe oposat s'atreuen mentre que les d'igual signe es repel·leixen). La força d'atracció o de repulsió que exerceix la càrrega {\displaystyle q_{1}} sobre la càrrega {\displaystyle q_{2}}, {\displaystyle {\vec {F}}_{12}}, ressegueix la direcció de la recta que uneix les càrregues i és directament proporcional (essent {\displaystyle k} la constant de proporcionalitat) a la magnitud de les càrregues i inversament proporcional al quadrat de la distància {\displaystyle r} que les separa.
{\displaystyle {\vec {F}}_{12}=k{\frac {q_{1}q_{2}}{r^{2}}}{\hat {r}}_{12}}
essent {\displaystyle {\hat {r}}_{12}} un vector unitari que apunta de la càrrega {\displaystyle q_{1}} a la {\displaystyle q_{2}}.

## Història

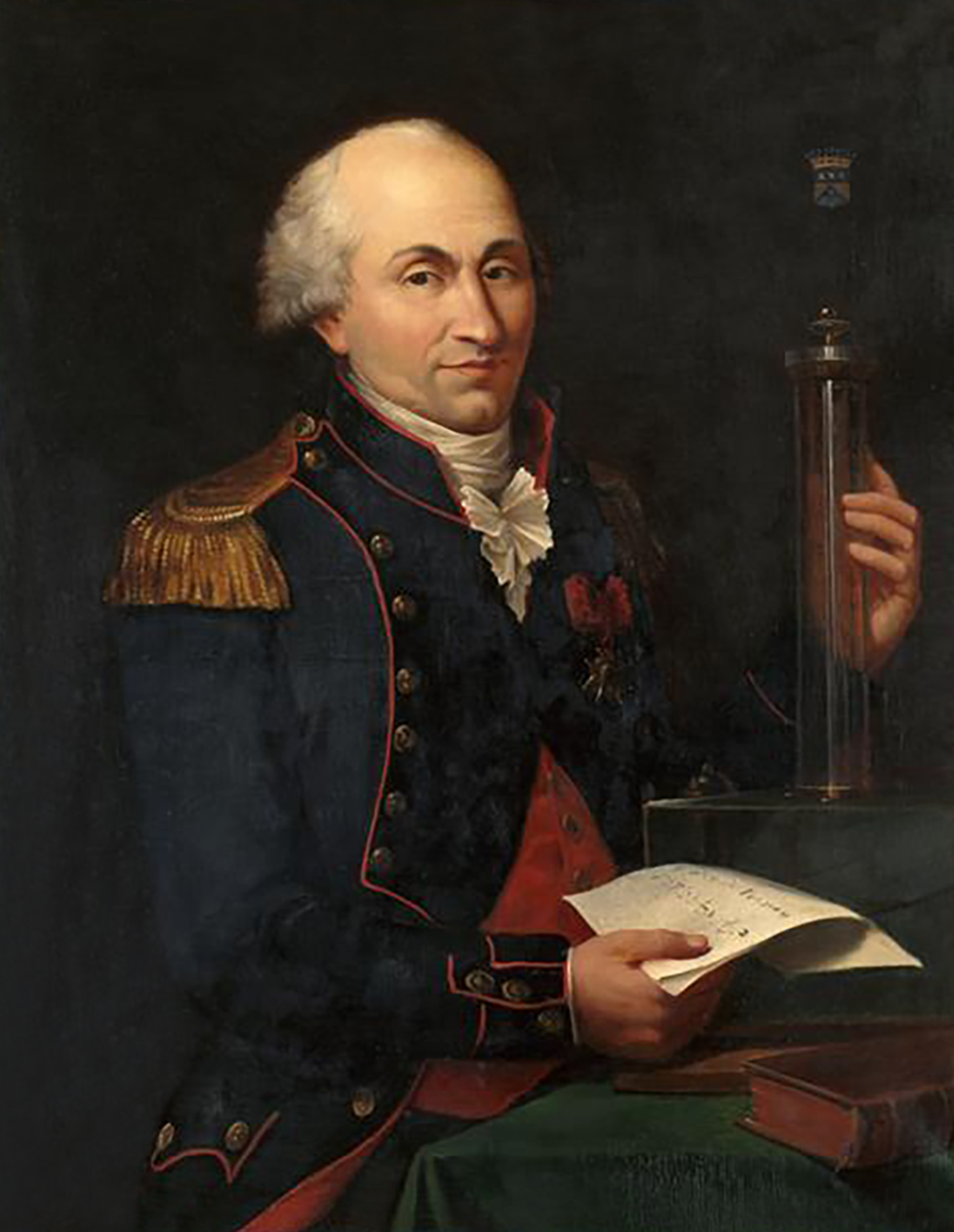
Charles-Augustin de Coulomb.

El 1785 el físic i enginyer militar francès Charles-Augustin Coulomb (1736-1806) dissenyà i construí una balança de torsió prou sensible per a mesurar la feble força entre càrregues elèctriques. Desenvolupà l'aparell aprofitant els seus treballs previs sobre la torsió dels fils metàl·lics. El 1784 havia trobat que la força exercida per qualsevol fil metàl·lic a la seva torsió era:
{\displaystyle F_{\tau }=\omega {\frac {\alpha D^{4}}{l}}}
on {\displaystyle l} és la longitud del fil, {\displaystyle D} el seu diàmetre, {\displaystyle \omega } és una constant característica de cada metall i {\displaystyle \alpha } és l'angle de torsió.

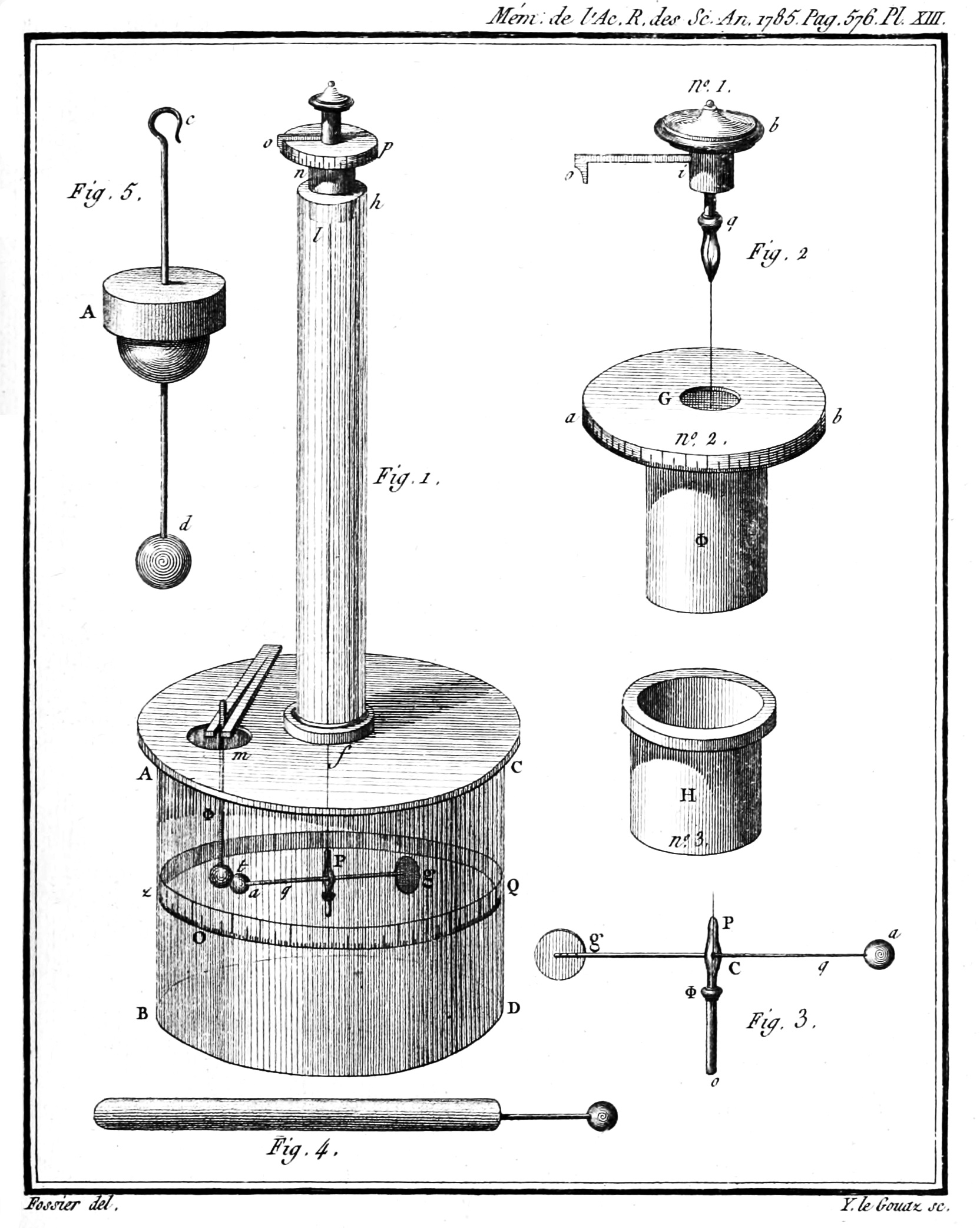
Balança de torsió utilitzada per Coulomb per mesurar les forces electroestàtiques.

El 1785 presentà una memòria a l'Acadèmia de les Ciències on descrivia les seves troballes i la balança de torsió utilitzada. La memòria fou publicada el 1788. El giny ({\displaystyle Fig.\,1} a la figura del costat) consistia en un recipient de vidre per aïllar l'experiment de corrents d'aire, amb en una barreta horitzontal ({\displaystyle Fig.\,3}) suspesa per un fil {\displaystyle lP} al mig del recipient de vidre {\displaystyle ABCD}, a l'extrem superior del qual hi havia un micròmetre de torsió ({\displaystyle Fig.\,2}, {\displaystyle N^{\circ }\,1}), la barreta tenia a un extrem una bola carregada elèctricament ({\displaystyle a} a la {\displaystyle Fig.\,3}). A un costat hi havia una altra bola suspesa d'un barreta vertical ({\displaystyle Fig.\,5}), sense càrrega i encarada a la boleta de la barra horitzontal, però sense tocar-la. En carregar la boleta lateral amb una càrrega del mateix signe, la força de repulsió separava la bola de la barra suspesa fent girar el fil un determinat angle {\displaystyle \alpha } sobre l'escala {\displaystyle OQ} de la {\displaystyle Fig.\,1}, que variava en funció de les càrregues i de la distància a la qual se situaven les boles abans de carregar la segona.
Coulomb suposà que l'esfera es comportaria com si tota la seva càrrega estigués concentrada en un punt al seu centre. L'agulla {\displaystyle o} de la {\textstyle Fig.\,2} oscil·lava en un arc estret en el pla horitzontal. El període d'oscil·lació depenia de la força entre l'esfera carregada i la placa carregada sobre l'agulla, de la mateixa manera que el període del pèndol simple ordinari depèn de la força exercida per la gravetat. Aleshores Coulomb mesurà el període d'oscil·lació a diverses distàncies de l'esfera gran i, utilitzant una equació semblant a la del pèndol, relacionà el període amb la força entre les càrregues.
D'aquests experiments Coulomb deduí que:

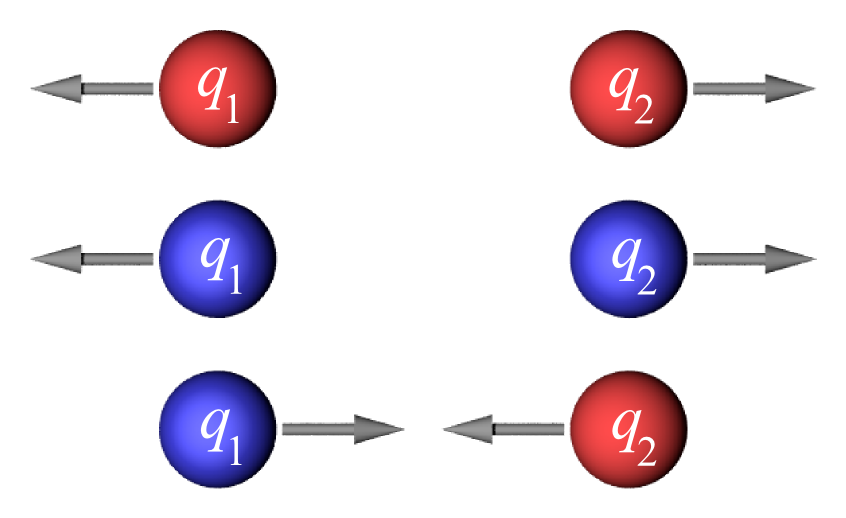
Atraccions i repulsions entre càrregues segons els seus signes.

- Les càrregues del mateix signe es repelen mútuament; a diferència de les càrregues de diferent signe, que s'atrauen. Així, dues càrregues negatives es repel·leixen, mentre que una càrrega positiva atrau una càrrega negativa.[7]
- L'atracció o repulsió actua al llarg de la línia entre les dues càrregues.[7]
- La magnitud de la força varia inversament amb el quadrat de la distància entre les dues càrregues. Per tant, si la distància entre les dues càrregues es duplica, l'atracció o repulsió es fa més feble, disminuint fins a una quarta part del valor original. Si les càrregues s'acosten 10 vegades més, la mida de la força augmenta en un factor de 100.[7]
- La magnitud de la força és proporcional al valor de cada càrrega. Actualment, la unitat que s'utilitza per mesurar la càrrega és el coulomb (C). Si hi hagués dues càrregues positives, una de 0,1 coulomb i la segona de 0,2 coulomb, es repel·lirien mútuament amb una força que depèn del producte 0,2 × 0,1. Així, si cadascun de les càrregues es reduís a la meitat, la repulsió es reduiria a una quarta part del seu valor anterior.[7]

## Magnitud de la força

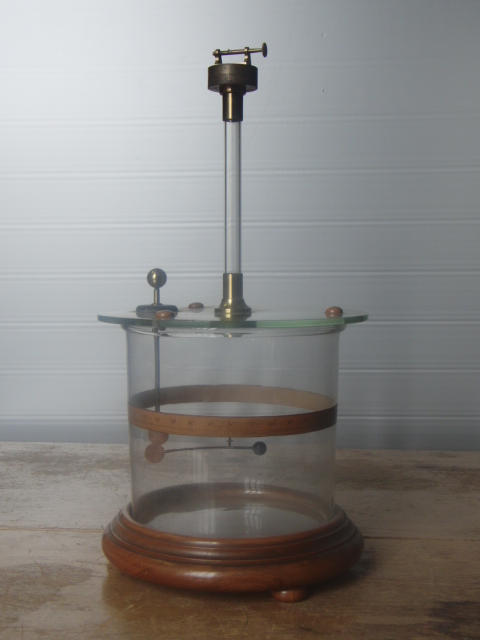
Fotografia d'una reproducció de la balança de Coulomb.

Si només ens interessa la magnitud de la força i no la seva direcció i sentit, es pot considerar una versió escalar simplificada de la llei de Coulomb:{\displaystyle F=k{\frac {|q_{1}||q_{2}|}{r^{2}}}}on:
- {\displaystyle F\ }és la magnitud de la força exercida, expressada en newtons en el Sistema Internacional d'Unitats,
- {\displaystyle q_{1}\ }és la càrrega a un cos, en coulombs,
- {\displaystyle q_{2}\ }és la càrrega a l'altre cos, en coulombs,
- {\displaystyle r\ }és la distància entre els cossos, en metres,
- {\textstyle k={\frac {1}{4\pi \varepsilon }}} és la constant electroestàtica, on {\displaystyle \varepsilon } és la permitivitat, una propietat característica del medi on estiguin les càrregues (buit, aire, aigua, etanol…). En el cas del buit val {\displaystyle \varepsilon _{0}\approx } 8,854 187 812 8 × 10−12 F m-1 (la permitivitat del buit, una constant física fonamental) i la constant electroestàtica és la del buit {\textstyle k_{0}={\frac {1}{4\pi \varepsilon _{0}}}\approx } 8,988 × 10⁹ N m² C-2.[9] Sovint s'empra la permeabilitat relativa {\displaystyle \varepsilon _{r}}, anomenada constant dielèctrica, definida com a {\textstyle \varepsilon _{r}=\varepsilon /\varepsilon _{0}}.

Aquesta equació diu que la magnitud de la força és directament proporcional a la magnitud de cadascuna de les càrregues i inversament proporcional al quadrat de la distància que hi ha entre elles. La direcció de la força elèctrica exercida seguirà sempre la línia que uneix les dues càrregues. Si les càrregues tenen el mateix signe la força que actua sobre cadascuna té un sentit cap enfora i es repel·leixen, però si tenen signe diferent el sentit de la força serà cap a dins i s'atreuen. Cal fer notar que, d'acord amb la tercera llei de Newton, la força que exerceix una càrrega sobre l'altra és igual, però oposada a la que exerceix l'altra sobre la primera però oposada.
La llei de Coulomb té la mateixa forma que la Llei de la gravitació universal de Newton. Quan utilitzen unitats de mesura del Sistema Internacional d'Unitats, la constant elèctrica o permitivitat {\displaystyle k}, és numèricament molt més gran que la constant de la gravitació universal {\displaystyle G}. Això significa que per objectes amb una càrrega de l'ordre de la unitat de càrrega (C) i una massa de l'ordre de la unitat de massa (kg), les forces electroestàtiques seran molt més grans que les gravitacionals, tan grans que les segones podran ser ignorades. Aquest no serà el cas quan es facin servir Unitats de Planck i les càrregues i les masses siguin de l'ordre de la unitat de càrrega i massa respectivament. Tanmateix, les partícules elementals carregades tenen una massa molt més petita que la unitat de massa de Planck mentre la seva càrrega és de l'ordre de la unitat de Planck, per tant, les forces gravitacionals també poden ser ignorades.
La llei de Coulomb també pot ser interpretada en termes d'unitats atòmiques, amb la força expressada en Hartrees per radi de Bohr, les càrregues en termes de càrregues elementals i les distàncies en termes de radis de Bohr.

### Camp elèctric
De la Força de Lorentz es dedueix que el camp elèctric E creat en un determinat punt per una càrrega q és:
{\displaystyle |E|={1 \over 4\pi \epsilon _{0}}{\frac {\left|q\right|}{r^{2}}}}
Per a una càrrega positiva q, la direcció de E apuntaria cap a fora al llarg de línies radials que sortirien del punt de localització de la càrrega, mentre que el sentit seria el contrari, cap a la posició de la càrrega, en cas d'una càrrega negativa. Les unitats que s'utilitzen a les mesures són volts per metre o newtons per coulombs.

## Forma vectorial

Repulsió i atracció de dues càrregues elèctriques.

La força elèctrica entre dues partícules carregades en repòs, també dita força electroestàtica o força de Coulomb, és, com en el cas de qualsevol altre tipus de força, un vector, té una magnitud i una direcció i un sentit. Per tant, quan sobre un objecte actua més d'una força, la força neta que hi actua serà la suma vectorial de totes les forces que hi actuen. Això rep el nom de principi de superposició de forces.
{\displaystyle {\vec {F_{neta}}}={\vec {F_{1}}}+{\vec {F_{2}}}+{\vec {F_{3}}}+...}
Quan tractem amb més d'una càrrega és útil utilitzar subíndexs per identificar les forces, el primer es refereix a la partícula sobre la qual actua la força i el segon a la que l'exerceix. Per exemple, si tenim dues càrregues, {\displaystyle {\vec {F}}_{12}} seria la força exercida sobre la partícula 1 per la partícula 2.
Si tenim en compte de manera simultània la magnitud, la direcció i el sentit de la força, ens interessarà la forma vectorial de la llei de Coulomb:
{\displaystyle {\vec {F}}_{12}={\frac {1}{4\pi \epsilon _{0}}}{\frac {q_{1}q_{2}}{|{\vec {r}}_{21}|^{3}}}{\vec {r}}_{21}={\frac {1}{4\pi \epsilon _{0}}}{\frac {q_{1}q_{2}}{r^{2}}}{\hat {r}}_{21}}
on:
{\displaystyle {\vec {F}}_{12}} és el vector de la força electroestàtica exercida per la càrrega 2 que experimenta la càrrega 1,
{\displaystyle q_{1}\ } és la càrrega sobre la qual actua la força,
{\displaystyle q_{2}\ } és la càrrega que actua,
{\displaystyle {\vec {r}}_{21}={\vec {r_{1}}}-{\vec {r_{2}}}} és el vector que apunta de la càrrega 2 a la càrrega 1,
{\displaystyle {\vec {r_{1}}}\ } és la posició del vector de {\displaystyle q_{1}\ },
{\displaystyle {\vec {r_{2}}}\ } és la posició del vector de {\displaystyle q_{2}\ },
{\displaystyle r\ } és la magnitud de {\displaystyle {\vec {r}}_{21}}
{\displaystyle {\hat {r}}_{21}} és un vector unitari que apunta en la direcció de {\displaystyle {\vec {r}}_{21}}, i
{\displaystyle \epsilon _{0}\ } és una constant anomenada permitivitat del buit.
Aquesta equació vectorial indica que les càrregues oposades s'atreuen, mentre que les càrregues iguals es repel·leixen. Quan {\displaystyle q_{1}q_{2}\ } és un valor negatiu, la força és tractiva. Quan el seu valor és positiu, la força és repulsiva.

## Aproximació electroestàtica
A les dues formulacions (escalar i vectorial), la llei de Coulomb només és correcta quan els objectes són estacionaris. Continua essent una aproximació vàlida quan el moviment és lent. Aquestes condicions es coneixen com l'aproximació electroestàtica. Quan hi ha moviment es produeixen camps magnètics que alteren la força a tots dos objectes. La interacció magnètica entre dues càrregues en moviment cal ser considerada com una manifestació de la força entre camps electroestàtics però tenint en consideració la teoria de la relativitat d'Einstein.

## Taula de quantitats derivades
| Força (a 1 causada per 2)                                                                             |
| {\displaystyle {\vec {F}}_{12}={1 \over 4\pi \epsilon _{0}}{q_{1}q_{2} \over r^{2}}{\hat {r}}_{21}\ } |

| Camp elèctric (a 1 causat per 2)                                                                 |
| {\displaystyle {\vec {E}}_{12}={1 \over 4\pi \epsilon _{0}}{q_{2} \over r^{2}}{\hat {r}}_{21}\ } |

| Energia potencial (a 1 causada per 2)                                     |
| {\displaystyle U_{12}={1 \over 4\pi \epsilon _{0}}{q_{1}q_{2} \over r}\ } |

| Potencial (a 1 causat per 2)                                       |
| {\displaystyle V_{12}={1 \over 4\pi \epsilon _{0}}{q_{2} \over r}} |